# Мео, Тони
То́ни Ме́о (англ. Tony Meo) (род. 4 октября 1959 года) — английский бывший профессиональный игрок в снукер. Вместе со Стивом Дэвисом выиграл 4 титула чемпиона в парном разряде. Закончил выступать в 1997 году.
Тони Мео родился в итальянской семье. В 13 лет он решил остаться в Лондоне, отказавшись возвращаться в Италию со своей семьёй. 
 Тони учился в одной школе с Джимми Уайтом, и хотя был на три года старше, они стали хорошими друзьями и проводили больше времени в местном снукерном клубе, чем в школе.

## Карьера
В 17 лет Тони стал самым юным игроком, сделавшим 147, а год спустя ему удалось обыграть профессионала, Дуга Маунтджоя, на турнире Уорнерс Pro-Am. Он также победил Джимми Уайта на юниорском турнире Понтинс и в 1978 стал чемпионом в возрастной категории до 19 лет. Ещё в звании любителя он поехал на Canadian Open, где в полуфинале одолел не кого-нибудь, а самого Алекса Хиггинса, уступив в финале Клиффу Торбурну, 15:17. В 1979 году Мео стал профессионалом.
В 1980 году на чемпионате мира Тони Мео в упорнейшей борьбе в первом раунде проиграл Алексу Хиггинсу, 9:10. На следующий год Тони продвинулся на круг дальше, потом стал финалистом English Professional (победителем стал Стив Дэвис), затем выиграл Australian Masters и вышел в полуфиналы чемпионата Великобритании и Benson&Hedges Masters.
В 1982 его делами занялся менеджер Стива Дэвиса, Барри Хирн (нынешний владелец и промоутер Премьер-лиги), создав непобедимую пару Дэвис — Мео, которая выигрывала World Doubles Championship четыре раза за пять лет. 
 Тони всё так же пытался завоевать титул в индивидуальных соревнованиях, и это у него практически получилось в 1984 году на Lada Classic. В финале против Стива Дэвиса дело дошло до решающего фрейма при счёте 8:8, и Тони для победы были необходимы лишь несколько последних цветных. Но прямо во время его удара кто-то закричал: «Вперёд, Тони!». Он промахнулся. Стив взял фрейм и матч и во время своего послематчевого интервью потребовал запрета на алкоголь для болельщиков.
В 1986 и 1987 Мео дважды выиграл чемпионат Англии среди профессионалов и ещё один Australian Masters. Его лучшее выступление на чемпионате мира — четвертьфинал 1983-го года. 
Через три года он выпал из топ-16, к концу сезона 1987/88 опустившись на 31-е место в рейтинге. 
 В 1988 году во время матча Matchroom League со Стивеном Хендри Тони сделал свой единственный максимальный брейк за профессиональную карьеру. На тот момент это был лишь седьмой зарегистрированный максимум и пятый, сделанный в условиях официального турнира. 
 Далее его дела складывались не лучшим образом, и он начинал турнир British Open 1989 аутсайдером, на которого ставили 200 к 1. Он выбил восходящую звезду, Стивена Хендри, также ему удалось избежать встреч с другими именитыми снукеристами. Победа Мео над Дином Рейнолдсом в финале, 13:6, — первая и единственная на рейтинговом турнире. 
 На чемпионате мира 1989 он продемонстрировал своё лучшее выступление в карьере, добравшись до полуфинала. Это вернуло его в топ-16, но не стало началом возрождения.
Через два года он выбыл из топ-32. С сезона 1997/98 планировалось сокращение мэйн-тура до 96 человек, и Тони, к тому времени уже находящийся на 160-м месте, решил, что не будет участвовать в челендж-туре. Его карьера завершилась.
В 1986 году в компании Стива Дэвиса, Терри Гриффитса, Денниса Тейлора, Вилли Торна, а также промоутера, Барри Хирна, принял участие в создании клипа «Snooker Loopy», шуточной песенке про снукер, с группой Chas & Dave.
- Видео «Snooker Loopy»

## Достижения

### Рейтинговые турниры
- British Open — 1989

### Другие турниры
- World Doubles Championship, победитель — 1982, 1983, 1985, 1986 (со Стивом Дэвисом)
- English Professional Championship, победитель — 1986, 1987
- Australian Masters, победитель — 1981, 1985
- World Cup, победитель — 1983 (с командой Англии)